# Valpolicella (vinho)
Valpolicella é um vinho tinto com denominação de origem controlada produzido na província de Verona, na Itália.

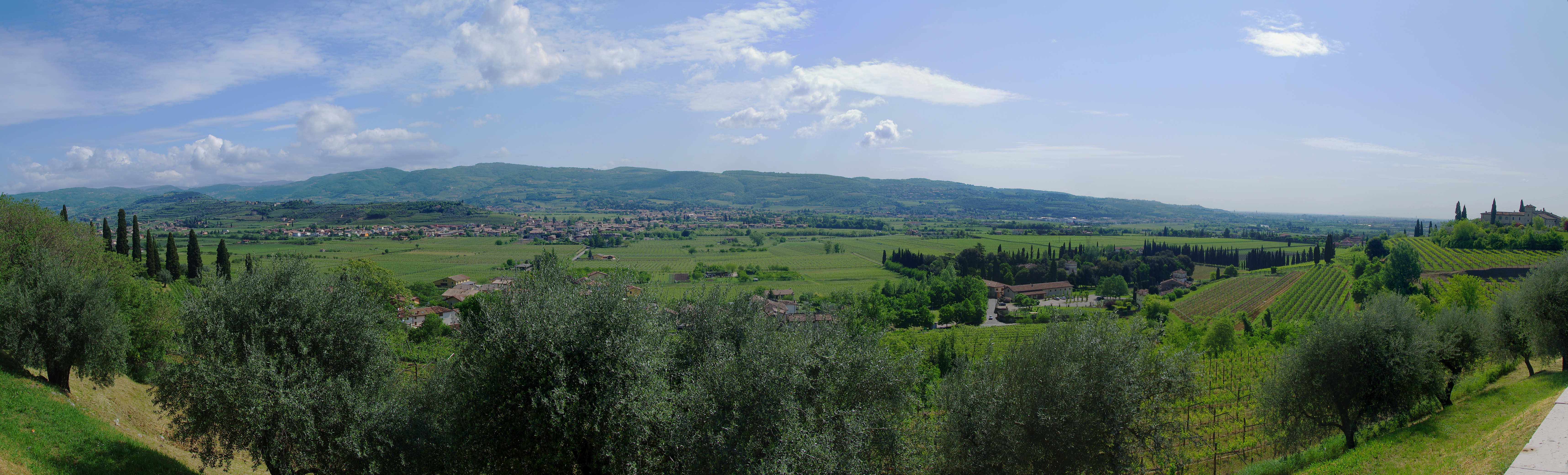
Ver a partir das colinas de Castelrotto, com as vinhas e olivais de Valpolicella.